# Fussballclub Sankt Gallen 1879 2000-2001
Questa voce raccoglie le informazioni riguardanti il Fussballclub Sankt Gallen 1879 nelle competizioni ufficiali della stagione 2000-2001.

## Stagione
Nella stagione 2000-2001 il San Gallo, allenato da Marcel Koller, concluse il campionato di Lega Nazionale A al 2º posto. Il San Gallo concluse il girone di play-off al 3º posto. In Champions League il San Gallo fu eliminato al terzo turno di qualificazione dal Galatasaray. In Coppa UEFA il San Gallo fu eliminato al secondo turno dal Club Bruges.

## Rosa
| N. |                     | Ruolo | Calciatore      |
| -- | ------------------- | ----- | --------------- |
| 4  | Svizzera (bandiera) | D     | Dino Pinelli    |
| 8  | Canada (bandiera)   | C     | Daniel Imhof    |
| 10 | Romania (bandiera)  | A     | Ionel Gane      |
| 12 | Serbia (bandiera)   | A     | Ivan Stefanović |
| 18 | Svizzera (bandiera) | P     | Thomas Alder    |
| 20 | Brasile (bandiera)  | C     | Jairo           |
| 1  | Svizzera (bandiera) | P     | Jörg Stiel      |
| 26 | Svizzera (bandiera) | P     | Oliver Stöckli  |
| 21 | Svizzera (bandiera) | D     | Ivan dal Santo  |
| 14 | Svizzera (bandiera) | D     | Adrian Eugster  |
| 3  | Svizzera (bandiera) | D     | Pascal Thüler   |
| 13 | Svizzera (bandiera) | D     | Marco Walker    |
| 5  | Svizzera (bandiera) | D     | Patrick Winkler |

| N. |                              | Ruolo | Calciatore        |
| -- | ---------------------------- | ----- | ----------------- |
| 17 | Svizzera (bandiera)          | D     | Marc Zellweger    |
| 15 | Svizzera (bandiera)          | D     | Marco Zwyssig     |
| 16 | Rep. Ceca (bandiera)         | C     | Jan Berger        |
| 19 | Italia (bandiera)            | C     | Sergio Colacino   |
| 25 | Nigeria (bandiera)           | C     | Henry Ekubo       |
| 2  | Brasile (bandiera)           | C     | Guido Alves       |
| 6  | Svizzera (bandiera)          | C     | Sascha Müller     |
| 22 | Francia (bandiera)           | A     | Olivier Boumelaha |
| 9  | Svizzera (bandiera)          | A     | Giorgio Contini   |
| 11 | Brasile (bandiera)           | A     | Jefferson         |
| 7  | Trinidad e Tobago (bandiera) | A     | Jerren Nixon      |
| 28 | Svizzera (bandiera)          | A     | Daniel Räss       |

## Organigramma societario
Area tecnica
- Allenatore: Marcel Koller
- Allenatore in seconda: Werner Zünd
- Preparatore dei portieri:
- Preparatori atletici:

## Calciomercato

### Sessione estiva
| Acquisti | Acquisti | Acquisti | Acquisti |
| R.       | Nome     | da       | Modalità |
| -------- | -------- | -------- | -------- |

| Cessioni | Cessioni | Cessioni | Cessioni |
| R.       | Nome     | a        | Modalità |
| -------- | -------- | -------- | -------- |

### Sessione invernale
| Acquisti | Acquisti | Acquisti | Acquisti |
| R.       | Nome     | da       | Modalità |
| -------- | -------- | -------- | -------- |

| Cessioni | Cessioni | Cessioni | Cessioni |
| R.       | Nome     | a        | Modalità |
| -------- | -------- | -------- | -------- |

## Risultati

### Lega Nazionale A

#### andata
| Arbitro: | Schoch |

|             |           |  |
| Giménez 32’ | Marcatori |  |

| Arbitro: | Leuba |

|                     |           |          |
| Jairo 43’ Amoah 47’ | Marcatori | 45’ Frei |

| Arbitro: | Busacca |

|                                   |           |  |
| Alves 30’ Amoah 37’ Zellweger 89’ | Marcatori |  |

| Zurigo 29 luglio 2000, ore 19:30 CEST 4ª giornata | Zurigo     | 0 – 0 referto | San Gallo | Stadio Letzigrund (6 700 spett.)\| Arbitro: \| Schluchter \| |
| Arbitro:                                          | Schluchter |               |           |                                                              |

| Arbitro: | Rogalla |

|                                |           |           |
| Gane 44’ Jairo 61’ (rig.), 80’ | Marcatori | 52’ Kuźba |

| Arbitro: | Leuba |

|                        |           |           |
| Tachie-Mensah 56’, 76’ | Marcatori | 35’ Jairo |

| Arbitro: | Hänsel |

|                           |           |               |
| Amoah 5’, 23’ Zwyssig 26’ | Marcatori | 8’ Piffaretti |

| Arbitro: | Busacca |

|                |           |                     |
| Magro 29’, 41’ | Marcatori | 57’ Jairo 74’ Amoah |

| Arbitro: | Meier |

|           |           |  |
| Amoah 64’ | Marcatori |  |

| Arbitro: | Circhetta |

|         |           |           |
| Gil 77’ | Marcatori | 62’ Amoah |

| San Gallo 18 settembre 2000, ore 19:30 CEST 11ª giornata | San Gallo | 0 – 0 referto | Servette | Stadio Espenmoos (10 000 spett.)\| Arbitro: \| Nobs \| |
| Arbitro:                                                 | Nobs      |               |          |                                                        |

#### ritorno
| Arbitro: | Leuba |

|          |           |                    |
| Gane 27’ | Marcatori | 67’ (rig.) Bastida |

| Arbitro: | Meier |

|            |           |                                                |
| Selimi 68’ | Marcatori | 14’ Gane 26’, 39’ Amoah 44’ Zwyssig 87’ Müller |

| Arbitro: | Schoch |

|            |           |          |
| Baudry 87’ | Marcatori | 59’ Gane |

| Arbitro: | Schluchter |

|                      |           |  |
| Contini 69’ Gane 85’ | Marcatori |  |

| Arbitro: | Rogalla |

|  |           |                      |
|  | Marcatori | 40’ Amoah 62’ Müller |

| Arbitro: | Circhetta |

|                        |           |  |
| Zellweger 51’ Gane 90’ | Marcatori |  |

| Arbitro: | Bertolini |

|              |           |               |
| Tum 78’, 87’ | Marcatori | 90’ Zellweger |

| Arbitro: | Lehner |

|                                     |           |  |
| Nixon 24’, 75’ Müller 45’ Amoah 68’ | Marcatori |  |

| Arbitro: | Schluchter |

|               |           |           |
| Chapuisat 74’ | Marcatori | 77’ Santo |

| Arbitro: | Rogalla |

|                                                      |           |  |
| Gane 18’, 55’, 57’, 74’, 78’ Amoah 23’ Zellweger 87’ | Marcatori |  |

| Arbitro: | Leuba |

|                           |           |                 |
| Oruma 75’, 90’ Petrov 82’ | Marcatori | 90’ (rig.) Gane |

### Play-off

#### andata
| Arbitro: | Meier |

|                     |           |             |
| Diop 49’ Camara 69’ | Marcatori | 34’ Contini |

| Arbitro: | Schluchter |

|                          |           |                          |
| Nixon 19’, 74’ Alves 47’ | Marcatori | 43’ Rossi 87’ Türkyılmaz |

| Arbitro: | Busacca |

|                                        |           |             |
| Lonfat 14’, 18’ Obradović 44’ Frei 70’ | Marcatori | 16’ Zwyssig |

| Arbitro: | Wildhaber |

|                                          |           |                   |
| Colacino 18’ Gane 23’, 29’ Jefferson 32’ | Marcatori | 27’, 88’ Lombardo |

| Arbitro: | Nobs |

|                             |           |           |
| Deumi 14’ Poueys 76’ (rig.) | Marcatori | 90’ Nixon |

| Arbitro: | Leuba |

|           |           |  |
| Jairo 45’ | Marcatori |  |

| Arbitro: | Bertolini |

|         |           |          |
| Tum 51’ | Marcatori | 56’ Gane |

#### ritorno
| Arbitro: | Schoch |

|                                     |           |                      |
| Zwyssig 30’ Nixon 46’ Zellweger 90’ | Marcatori | 58’ Huggel 83’ Yakın |

| Arbitro: | Meßner |

|  |           |                  |
|  | Marcatori | 90’ (rig.) Jairo |

| Arbitro: | Rogalla |

|                                              |           |              |
| Gane 27’ Zellweger 29’ Alves 37’ Contini 80’ | Marcatori | 15’ Baubonne |

| Arbitro: | Busacca |

|                      |           |  |
| Kuźba 18’ Masudi 90’ | Marcatori |  |

| Arbitro: | Schluchter |

|                        |           |                       |
| Zellweger 32’ Gane 38’ | Marcatori | 58’ Pizzinat 72’ Frei |

| Arbitro: | Stuchlik |

|                                                    |           |           |
| Rossi 43’ Giménez 46’ Türkyılmaz 82’ Moukwelle 88’ | Marcatori | 32’ Nixon |

| Arbitro: | Meier |

|  |           |                                  |
|  | Marcatori | 2’, 45’, 68’ Núñez 84’ Chapuisat |

### Champions League

#### Fase di qualificazione
| Arbitro: | González |

|           |           |                 |
| Amoah 14’ | Marcatori | 39’, 78’ Jardel |

| Arbitro: | Fisker |

|                                        |           |                    |
| Zellweger 22’ (aut.) Jardel 29’ (rig.) | Marcatori | 30’ Gane 85’ Amoah |

### Coppa UEFA
| Arbitro: | Torres |

|             |           |  |
| Panucci 24’ | Marcatori |  |

| Arbitro: | Garibian |

|                      |           |  |
| Müller 28’ Amoah 34’ | Marcatori |  |

| Arbitro: | Dobrinov |

|                                           |           |           |
| Nzelo-Lembi 54’ (rig.) Vermant 77’ (rig.) | Marcatori | 29’ Amoah |

| Arbitro: | Treossi |

|           |           |             |
| Amoah 19’ | Marcatori | 90’ Mendoza |

## Statistiche

### Statistiche di squadra
| Competizione     | Punti | In casa | In casa | In casa | In casa | In casa | In casa | In trasferta | In trasferta | In trasferta | In trasferta | In trasferta | In trasferta | Totale | Totale | Totale | Totale | Totale | Totale | DR  |
| Competizione     | Punti | G       | V       | N       | P       | Gf      | Gs      | G            | V            | N            | P            | Gf           | Gs           | G      | V      | N      | P      | Gf     | Gs     | DR  |
| ---------------- | ----- | ------- | ------- | ------- | ------- | ------- | ------- | ------------ | ------------ | ------------ | ------------ | ------------ | ------------ | ------ | ------ | ------ | ------ | ------ | ------ | --- |
| Lega Nazionale A | 40    | 11      | 9       | 2       | 0       | 28      | 4       | 11           | 2            | 5            | 4            | 15           | 14           | 22     | 11     | 7      | 4      | 43     | 18     | +25 |
| Play-off         | -     | 7       | 5       | 1       | 1       | 17      | 13      | 7            | 1            | 1            | 5            | 6            | 15           | 14     | 6      | 2      | 6      | 23     | 28     | -5  |
| Champions League | -     | 1       | 0       | 0       | 1       | 1       | 2       | 1            | 0            | 1            | 0            | 2            | 2            | 2      | 0      | 1      | 1      | 3      | 4      | -1  |
| Coppa UEFA       | -     | 2       | 1       | 1       | 0       | 3       | 1       | 2            | 0            | 0            | 2            | 1            | 3            | 4      | 1      | 1      | 2      | 4      | 4      | 0   |
| Totale           | 40    | 21      | 15      | 4       | 2       | 49      | 20      | 21           | 3            | 7            | 11           | 24           | 34           | 42     | 18     | 11     | 13     | 73     | 54     | +19 |

### Andamento in campionato
| Giornata  | 1 | 2 | 3 | 4 | 5 | 6 | 7 | 8 | 9 | 10 | 11 | 12 | 13 | 14 | 15 | 16 | 17 | 18 | 19 | 20 | 21 | 22 |
| --------- | - | - | - | - | - | - | - | - | - | -- | -- | -- | -- | -- | -- | -- | -- | -- | -- | -- | -- | -- |
| Luogo     | T | C | C | T | C | T | C | T | C | T  | C  | C  | T  | T  | C  | T  | C  | T  | C  | T  | C  | T  |
| Risultato | P | V | V | N | V | P | V | N | V | N  | N  | N  | V  | N  | V  | V  | V  | P  | V  | N  | V  | P  |
| Posizione | 9 | 6 | 5 | 5 | 1 | 4 | 4 | 3 | 3 | 3  | 3  | 4  | 4  | 4  | 2  | 2  | 2  | 2  | 2  | 2  | 2  | 2  |

Legenda:

Luogo: C = Casa; T = Trasferta. Risultato: V = Vittoria; N = Pareggio; P = Sconfitta.

### Statistiche dei giocatori
| Giocatore     | Lega Nazionale A | Lega Nazionale A | Lega Nazionale A | Lega Nazionale A | Champions League Qual. | Champions League Qual. | Champions League Qual. | Champions League Qual. | Coppa UEFA | Coppa UEFA | Coppa UEFA  | Coppa UEFA | Totale   | Totale | Totale      | Totale     |
| Giocatore     | Presenze         | Reti             | Ammonizioni      | Espulsioni       | Presenze               | Reti                   | Ammonizioni            | Espulsioni             | Presenze   | Reti       | Ammonizioni | Espulsioni | Presenze | Reti   | Ammonizioni | Espulsioni |
| ------------- | ---------------- | ---------------- | ---------------- | ---------------- | ---------------------- | ---------------------- | ---------------------- | ---------------------- | ---------- | ---------- | ----------- | ---------- | -------- | ------ | ----------- | ---------- |
| T. Alder      | 0                | 0                | 0                | 0                | 0                      | 0                      | 0                      | 0                      | 0          | 0          | 0           | 0          | 0        | 0      | 0           | 0          |
| G. Alves      | 17               | 1                | 4                | 1                | 2                      | 0                      | 0                      | 0                      | 4          | 0          | 0           | 0          | 23       | 1      | 4           | 1          |
| C. Amoah      | 22               | 12               | 0                | 0                | 2                      | 2                      | 0                      | 0                      | 4          | 3          | 0           | 0          | 28       | 17     | 0           | 0          |
| J. Berger     | 15               | 0                | 0                | 0                | 1                      | 0                      | 0                      | 0                      | 1          | 0          | 0           | 0          | 17       | 0      | 0           | 0          |
| O. Boumelaha  | 0                | 0                | 0                | 0                | 0                      | 0                      | 0                      | 0                      | 0          | 0          | 0           | 0          | 0        | 0      | 0           | 0          |
| S. Colacino   | 13               | 0                | 1                | 0                | 2                      | 0                      | 1                      | 0                      | 3          | 0          | 0           | 0          | 18       | 0      | 2           | 0          |
| G. Contini    | 16               | 1                | 1                | 0                | 0                      | 0                      | 0                      | 0                      | 3          | 0          | 0           | 0          | 19       | 1      | 1           | 0          |
| D. Didi       | 8                | 0                | 2                | 0                | 2                      | 0                      | 0                      | 0                      | 0          | 0          | 0           | 0          | 10       | 0      | 2           | 0          |
| H. Ekubo      | 1                | 0                | 0                | 0                | 0                      | 0                      | 0                      | 0                      | 0          | 0          | 0           | 0          | 1        | 0      | 0           | 0          |
| A. Eugster    | 10               | 0                | 0                | 0                | 0                      | 0                      | 0                      | 0                      | 0          | 0          | 0           | 0          | 10       | 0      | 0           | 0          |
| I. Gane       | 19               | 12               | 4                | 0                | 2                      | 1                      | 0                      | 0                      | 3          | 0          | 0           | 0          | 24       | 13     | 4           | 0          |
| D. Imhof      | 19               | 0                | 2                | 0                | 2                      | 0                      | 0                      | 0                      | 4          | 0          | 0           | 0          | 25       | 0      | 2           | 0          |
| J. Jairo      | 14               | 5                | 0                | 0                | 2                      | 0                      | 0                      | 0                      | 3          | 0          | 0           | 0          | 19       | 5      | 0           | 0          |
| J. Jefferson  | 10               | 1                | 4                | 0                | 0                      | 0                      | 0                      | 0                      | 0          | 0          | 0           | 0          | 10       | 1      | 4           | 0          |
| G. Mazzarelli | 5                | 0                | 0                | 0                | 1                      | 0                      | 0                      | 1                      | 0          | 0          | 0           | 0          | 6        | 0      | 0           | 1          |
| S. Müller     | 20               | 3                | 4                | 1                | 2                      | 0                      | 0                      | 0                      | 4          | 1          | 0           | 0          | 26       | 4      | 4           | 1          |
| J. Nixon      | 19               | 2                | 2                | 0                | 2                      | 0                      | 0                      | 0                      | 4          | 0          | 0           | 0          | 25       | 2      | 2           | 0          |
| D. Pinelli    | 6                | 0                | 3                | 0                | 0                      | 0                      | 0                      | 0                      | 0          | 0          | 0           | 0          | 6        | 0      | 3           | 0          |
| D. Räss       | 0                | 0                | 0                | 0                | 0                      | 0                      | 0                      | 0                      | 0          | 0          | 0           | 0          | 0        | 0      | 0           | 0          |
| I. Santo      | 18               | 1                | 4                | 0                | 2                      | 0                      | 0                      | 0                      | 4          | 0          | 0           | 0          | 24       | 1      | 4           | 0          |
| I. Stefanović | 8                | 0                | 1                | 0                | 0                      | 0                      | 0                      | 0                      | 0          | 0          | 0           | 0          | 8        | 0      | 1           | 0          |
| J. Stiel      | 22               | 0                | 2                | 0                | 2                      | 0                      | 0                      | 0                      | 4          | 0          | 0           | 0          | 28       | 0      | 2           | 0          |
| O. Stöckli    | 1                | 0                | 0                | 0                | 0                      | 0                      | 0                      | 0                      | 0          | 0          | 0           | 0          | 1        | 0      | 0           | 0          |
| P. Thüler     | 1                | 0                | 0                | 0                | 0                      | 0                      | 0                      | 0                      | 0          | 0          | 0           | 0          | 1        | 0      | 0           | 0          |
| M. Walker     | 4                | 0                | 1                | 0                | 0                      | 0                      | 0                      | 0                      | 0          | 0          | 0           | 0          | 4        | 0      | 1           | 0          |
| P. Winkler    | 9                | 0                | 2                | 0                | 0                      | 0                      | 0                      | 0                      | 2          | 0          | 0           | 0          | 11       | 0      | 2           | 0          |
| M. Zellweger  | 21               | 4                | 3                | 0                | 2                      | 0                      | 0                      | 0                      | 4          | 0          | 0           | 0          | 27       | 4      | 3           | 0          |
| M. Zwyssig    | 21               | 2                | 0                | 0                | 2                      | 0                      | 0                      | 0                      | 4          | 0          | 0           | 0          | 27       | 2      | 0           | 0          |